# Biddenden
Biddenden es una parroquia civil y un pueblo del distrito de Ashford, en el condado de Kent (Inglaterra).

## Geografía
Según la Oficina Nacional de Estadística británica, Biddenden tiene una superficie de 29,12 km².

## Demografía
Según el censo de 2001, Biddenden tenía 2434 habitantes (50,08% varones, 49,92% mujeres) y una densidad de población de 83,59 hab/km². El 19,6% eran menores de 16 años, el 71,12% tenían entre 16 y 74 y el 9,29% eran mayores de 74. La media de edad era de 42,66 años. Del total de habitantes con 16 o más años, el 18,34% estaban solteros, el 65,66% casados y el 15,99% divorciados o viudos.
El 94,62% de los habitantes eran originarios del Reino Unido. El resto de países europeos englobaban al 1,89% de la población, mientras que el 3,49% había nacido en cualquier otro lugar. Según su grupo étnico, el 98,6% eran blancos, el 0,37% mestizos, el 0,45% asiáticos, el 0,45% negros, el 0% chinos y el 0,12% de cualquier otro. El cristianismo era profesado por el 78,64%, el budismo por el 0,25%, el hinduismo por el 0,16%, el islam por el 0,12% y cualquier otra religión, salvo el judaísmo y el sijismo, por el 0,25%. El 12,7% no eran religiosos y el 7,89% no marcaron ninguna opción en el censo.
1105 habitantes eran económicamente activos, 1076 de ellos (97,38%) empleados y 29 (2,62%) desempleados. Había 1008 hogares con residentes, 15 vacíos y 6 eran alojamientos vacacionales o segundas residencias.